# Ahmed Hadid
Pour les articles homonymes, voir Hadid.
Ahmed Hadid, de son nom complet Ahmed Hadid Thuwaini Al-Mukhaini (arabe : احمد حديد), est un footballeur omanais, né le 18 juillet 1984 en Oman.

## Palmarès

### En club
- Al-Ittihad :
  - Finaliste de la Ligue des champions en 2009
  - Champion d'Arabie saoudite en 2009
  - Vice-champion d'Arabie saoudite en 2010 et 2011
  - Vainqueur de la Coupe du Roi des champions d'Arabie saoudite en 2010
  - Finaliste de la Coupe du Roi des champions d'Arabie saoudite en 2009 et 2011

- El-Jaish :
  - Vice-champion du Qatar en 2012

### En sélection nationale
- Vainqueur de la Coupe du Golfe en 2009
- Finaliste de la Coupe du Golfe en 2004 et 2007